# Kong Sang-jeong
Kong Sang-jeong (koreanisch 공상정 Hanja 孔尚貞; * 22. Juni 1996 in Chuncheon, Gangwon-do) ist eine südkoreanische Shorttrackerin.
Kong ist chinesisch-koreanischer Abstammung und lebt als dritte Generation in Südkorea. Kongs Großvater stammt ursprünglich aus Taiwan. Da sie die Staatsbürgerschaft der Republik China (Taiwan) besitzt, konnte sie 2011 nicht für Südkorea bei der Shorttrack-Juniorenweltmeisterschaft in Courmayeur teilnehmen. Nach der Revision des Staatsbürgerrechts Südkoreas 2011 konnte sie eine doppelte Staatsbürgerschaft im Dezember 2011 annehmen. Kong gewann bei den Juniorenweltmeisterschaften 2013 in Warschau die Goldmedaille mit der südkoreanischen Staffel. Bei den Olympischen Winterspielen 2014 in Sotschi gewann sie mit der Staffel über 3000 m eine Goldmedaille.
2023 nahm sie an der dritten Staffel der TVING-Dating-Show Exchange (환승연애3) teil.